# Alchemilla valdehirsuta
Alchemilla valdehirsuta es una especie de planta del género Alchemilla, perteneciente a la familia Rosaceae.

## Taxonomía
Alchemilla valdehirsuta fue descrita por Robert Buser en 1906.

## Distribución
Se encuentra en el territorio de Irán, Irak, Cáucaso septentrional, Transcaucasia y Turquía.